# Ruisseau de l'Angle
Le ruisseau de l'Angle est une rivière française qui coule en Tarn-et-Garonne. C'est un affluent du ruisseau de la Tauge en rive gauche, donc un sous-affluent de la Garonne par l'Aveyron puis par le Tarn. 

## Géographie
De 12,4 km de longueur, le ruisseau de l'Angle prend sa source sur la commune de Saint-Nauphary et se jette dans le ruisseau de la Tauge entre Montauban et Saint-Étienne-de-Tulmont.

## Principaux affluents
- le ruisseau de la Branche 3,8 km
- le ruisseau de Basset 1,7 km
- le ruisseau du Rival 1,6 km

## Départements et communes traversées
- Tarn-et-Garonne : Montauban, Génébrières, Saint-Étienne-de-Tulmont, Léojac, Saint-Nauphary.